# Auferstehung Christi (Greste)

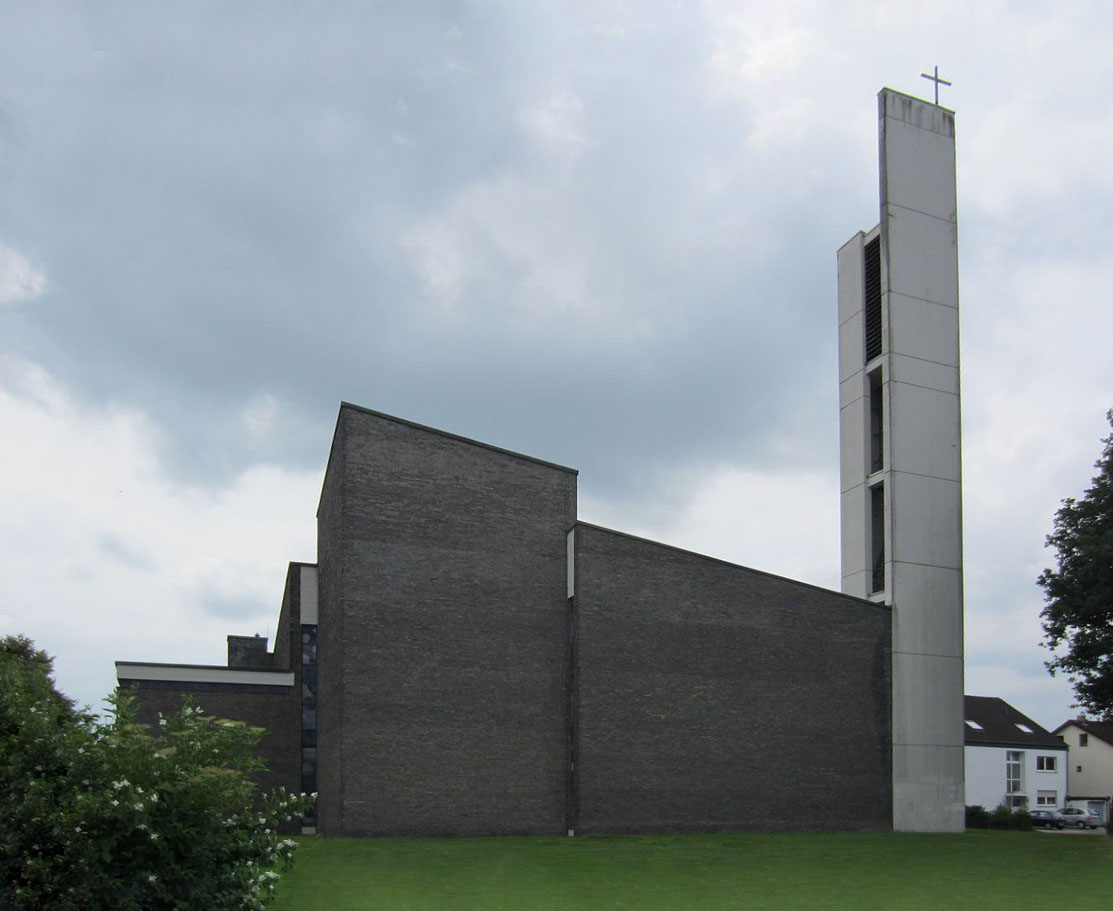
Kirche "Auferstehung Christi" von Nord-Osten aus gesehen.

Auferstehung Christi ist eine römisch-katholische Pfarrkirche im Leopoldshöher Ortsteil Greste im Kreis Lippe in Nordrhein-Westfalen. Sie ist Filialkirche der Gemeinde St. Michael in Oerlinghausen und zählt zum Pastoralverbund Lippe-West des Dekanats Bielefeld-Lippe im Erzbistum Paderborn.

## Geschichte
Durch Zuzug entstanden nach dem Zweiten Weltkrieg in den Ortschaften Asemissen, Bechterdissen und Greste große Wohngebiete. Damit war auch ein Anstieg der katholischen Bevölkerung verbunden, weshalb von St. Michael in Oerlinghausen eine katholische Gemeinde gegründet wurde. Die Kirche wurde in den Jahren 1966/67 nach Plänen von Joachim-G. Hanke errichtet. Die Weihe erfolgte 1968 durch Weihbischof Paul Nordhues.
Am 11. Juni 1998 konnte das Pfarrheim eingeweiht werden.

## Architektur
Die Kirche erhebt sich über einem fast quadratischen Grundriss mit diagonaler Ausrichtung. Darüber erhebt sich ein Pultdach, welches zum Altarraum ansteigt. Die dortige Außenecke ist leicht nach innen verschoben. Über dem Altarraum hebt sich das Dach von der restlichen Fläche durch einen Versatz ab. Im Versatz beleuchten sieben rechteckige Öffnungen den ansonsten fensterlosen Altarraum. Die Kirche ist von außen verklinkert. Gegenüber dem Turm ist an die Kirche eine Werktagskapelle angegliedert.
Der Turm besteht aus hellen Betonteilen auf rechteckigem Grundriss und wird von einem Kreuz bekrönt. Die Schallöffnungen in den Geschossen sind lang rechteckig.
Die Kirche kann über den Windfang an der hinteren Außenecke betreten werden. Die Wände sind hell, der Fußboden dunkel gehalten. Die Decke steigt zum Altarraum an und ist vollflächig verbrettert. Das Gestühl steht in drei Blöcken kreisförmig zum Altar.

## Ausstattung
Im Eingangsbereich befindet sich ein Lichtband mit Ornamentverglasung von Hubert Spierling. Der Altar ist aus rötlichem Stein gefertigt. Zwischen Kirchenraum und Nebenkapelle steht eine plastische Tabernakelwand. 1984 wurde ein Orgelprospekt von Sauer in traditioneller Form ergänzt.
Die vier Glocken wurden am 24. Dezember 1989 geweiht.